# Саркар, Прадип
Прадип Саркар (бенг. প্রদীপ সরকার; 30 апреля 1955, Калькутта — 24 марта 2023, Мумбаи) — индийский кинорежиссёр
 и сценарист. Лауреат Filmfare Award за лучшую работу художника-постановщика и премии Индиры Ганди за лучший режиссёрский дебют.

## Биография
Родился 30 апреля 1955 года в Калькутте. Впоследствии переехал в Дели, где в 1979 году окончил Делийский колледж искусств с золотой медалью.
Свою карьеру Саркар начал в рекламном агентстве Tulika. Несколько раз менял место работы, пока не основал собственное агентство, и к середине 1980-х стал ключевой фигурой в рекламном мире Дели. В середине 1990-х годов, когда на индийском телевидении стали показывать музыкальные клипы, он снял несколько первоклассных видеороликов, среди которых «Dhoom Pichak Dhoom» и «Maaeri» инди-поп-группы Euphoria, «Ab Ke Saawan» Шубхи Мудгал, «Piya Basanti» Султана Хана и «Ganga» Бхупена Хазарики.
В конце 1990-х Саркар переехал в Мумбаи и постепенно втянулся в киноиндустрию. Он был помощником режиссёра Видху Винода Чопры на съёмках триллера «Миссия „Кашмир“» (2000) и монтажером в «Братан Мунна» (2003) Раджкумара Хирани.
В 2005 году в возрасте 50 лет он дебютировал в кино в качестве режиссёра, сняв драму «Замужняя женщина» по одноимённому роману С. Ч. Чаттерджи. Вместе с продюсером и коллегой-сценаристом Видху Винодом Чопра они перенесли действие романа из начала XX века в Калькутту 1962 года. Работа Саркара над фильмом была отмечена Filmfare Award за лучшую работу художника-постановщика, которую он получил вместе с Кешто Мандал и Танушри Саркар, и премией за лучший режиссерский дебют.
Главными героями в его фильмах часто были женщины. В «Падшем ангеле» (2007) с Рани Мукерджи в центре сюжета была жертва старшей дочери, которая стала высококлассной эскортницей, чтобы заработать на лечение отца. Но фильм, поднимающий спорную для Индии тему, не смог собрать хорошую кассу.
Его следующий фильм «Бей и лети!» (2010) с Дипикой Падуконе и Нилом Нитином Мукешем в главных ролях рассказывал о слепой танцовщице и её отношениях с боксёром. Однако необычная история любви также не имела успеха в прокате. 
Наиболее успешным из его киноработ стал триллер «Отважная» (2014), в котором Рани Мукерджи сыграла решительную женщину-полицейского, обнаружившую гнездо торговли людьми.
Следующий фильм Саркара «Неугомонная Элла» (2018) с Каджол в главной роли был посвящен концепции «родителей-вертолетов».
Режиссёр также планировал поставить биографический фильм о звезде бенгальского театра Ноти Бинодини с Канганой Ранаут.
Помимо фильмов он снял четыре веб-сериала: Coldd Lassi Aur Chicken Masala, Arranged Marriage, Forbidden Love и Duranga, последний из которых является адаптацией корейской дорамы «Цветок зла».
Саркар поступил в больницу Мумбаи 22 марта 2023 года с пневмонией, возникшей на фоне вирусной лихорадки, и скончался там же спустя два дня. У него остались жена Панчали, сын Ронит (закадровый исполнитель) и дочь Рая (художник).